# Transaminación

Reacción de la aminotransferasa entre un aminoácido y un ácido alfa-ceto.

La transaminación es una reacción química que transfiere un grupo amino a un cetoácido para formar nuevos aminoácidos. Esta vía es responsable de la desaminación de la mayoría de los aminoácidos y una de las principales vías de degradación que convierte los aminoácidos esenciales en no esenciales que el organismo puede sintetizar de novo.

## Transaminación de aminoácidos
La primera es la reacción entre un aminoácido y un alfa-cetoácido, en la que el grupo amino es transferido hacia un alfa-cetoácido.
Después de la formación de glutamato, éste transfiere su grupo amino directamente a una variedad de alfa-cetoácidos por varias reacciones reversibles de transaminación: donación libremente reversible de un grupo amino alfa de un aminoácido al grupo ceto alfa de un alfa-cetoácido, acompañado de la formación de un nuevo aminoácido y un nuevo alfa-cetoácido.
Estas reacciones son llevadas a cabo por enzimas llamadas aminotransferasas. Todas estas enzimas requieren de fosfato de piridoxal (vitamina B6) como grupo prostético, una razón importante de que esta vitamina sea esencial para la vida.
Un ejemplo importante de transaminación se presenta entre glutamato y oxaloacetato, que produce alfa-cetoglutarato y aspartato, el que puede transferir su grupo amino a otros alfa-cetoácidos para formar aminoácidos diferentes por reacciones de transaminación.

## Transaminación de sales de amonio
El segundo tipo de reacción de transaminación es la sustitución nucleófila de un anión amina o amida en una sal de amonio.